# Stéphane Lukonde Kyenge
Stéphane Lukonde Kyenge, mort le 29 avril 2001, est un homme politique de la république démocratique du Congo. Il est notamment ministre du Plan, des Ressources et Ravitaillement du gouvernement de Nguz Karl I Bond du 28 novembre 1991. Jean-Michel Sama Lukonde Kyenge est son fils.